# Batalla de los condes
La batalla de los condes fue una de las batallas de la guerra de las vísperas sicilianas.
Se llama la batalla de los condes porque las fuerzas angevinas del conde Roberto II de Artois estaban comandadas por el conde de Avella, el conde de Brienne, el conde de Aquila, y el conde de Nola.

## Antecedentes
Tras la victoria en la batalla naval de Malta en 1283, Roger de Lauria provocó a los angevinos atacando la costa calabresa, Nápoles y Posilipo. Finalmente, en ausencia de Carlos I de Anjou, el príncipe de Salerno armó una escuadra para ir a su encuentro, siendo atacado cerca de Nápoles por Carlos II el cojo que fue derrotado y capturado.
De 1282 a 1285 el conflicto entre las dos coronas se trasladó a Cataluña, donde la cruzada contra la Corona de Aragón fue humillantemente derrotada en las batallas del collado de las Panizas y Formigues. A comienzos de 1285 murió en Foggia Carlos I de Anjou, y Carlos II el cojo fue proclamado sucesor, pero como todavía era prisionero de los catalanes ejercieron la regencia su sobrino Roberto II de Artois y Gerardo de Parmo.
Roger de Lauria atacó el Languedoc en febrero de 1286, y Bernardo de Sarriá y Berenguer de Vilaragut atacaron la costa de Apulia en el verano del mismo año como venganza por la invasión de los franceses en Cataluña unos meses antes, con la intención de disminuir las posibilidades de aprovisionamiento de naves y hombres para el bando angevino en la guerra de las vísperas sicilianas.
Honorio IV presionó a los angevinos para que reanudaran el asalto a Sicilia, que reunieron 40 galeras en Brindisi y 43 más en Sorrento. En abril de 1287 la flota de Brindisi, comandada por Reynald III Quarrel, conde de Avella, desembarcó en Augusta el 1 de mayo, tomando la villa y el castillo.
Tan pronto como Jaime II el Justo se enteró, envió la escuadra de Roger de Lauria, pero la escuadra angevina ya se había ido a Sorrento bordeando la isla por el sur, y se reunió con la escuadra de Narjot de Toucy, en una maniobra de distracción de la flota de la corona de Aragón, para iniciar una nueva invasión por el suroeste de Sicilia.

## Tácticas

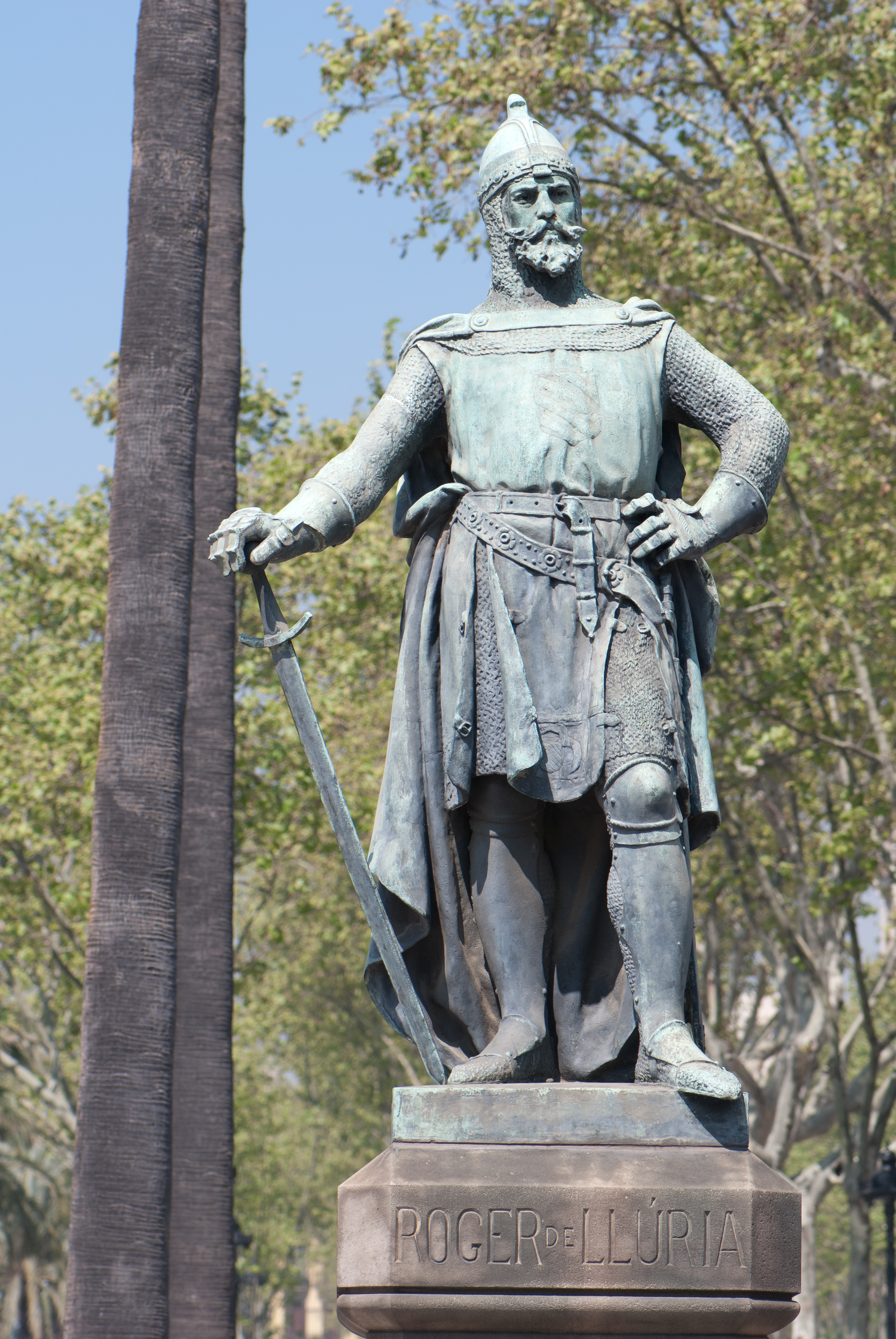
Roger de Lauria

Los escuadras de Roger de Lauria buscaron a la escuadra que había escapado de Augusta, encontrándola en Nápoles el 23 de junio de 1287, pero tan cerca de la ciudad que no podían atacar, iniciando en su lugar un bombardeo de la ciudad para atraer a los angevinos.
La escuadra angevina, comandado por Roberto II de Artois se componía de cinco escuadrones, cada uno comandado por un conde: Reynald III Quarrel, conde de Avella, Hugo de Brienne, conde de Brienne, Jean de Joinville, conde de Aquila y Guido de Montfort, conde de Nola, cada uno con su galera insignia, con cuatro galeras a cada lado y dos detrás, y la del almirante, con dos más por delante. El resto de galeras estaban de reserva, y dos naves escoltaban los estandartes papal y angevino. Lauria disponía de la cuarentena de galeras con las que siguió a la flota desde Sicilia, y usó su táctica de retirarse hasta dispersar a la escuadra enemiga para contraatacar por los flancos, atacando los remos.
La batalla duró todo el día, y finalmente Enrique de Mari escapó, mientras los aragoneses, que disponían de menos naves, pero con tripulaciones y soldados más experimentados en combate naval y acciones de abordaje, capturaron 40 galeras y 5.000 prisioneros, incluyendo a la mayoría de la nobleza angevina.

## Consecuencias
Poco después de la victoria naval, las fuerzas angevinas de Augusta se rindieron.
Carlos II de Anjou fue liberado en virtud de los tratados de Oloron y de Canfranc y fue coronado en Rieti el 29 de mayo de 1289, recibiendo del papa el título de Carlos de Palermo y el de rey de Sicilia, y se firmó una tregua por dos años.
La muerte de Alfonso el Franco en 1291 dio origen, cuatro años más tarde, a un nuevo gran conflicto entre la corona de Aragón y el reino de Sicilia, pues Jaime II el Justo fue proclamado rey de la Corona de Aragón y delegó el reino de Sicilia en su hermano menor, Federico II de Sicilia.

### Citas
1. 1 2  Mott, Lawrence W. (2003). Sea power in the Mediterranean: The catalan-aragonese fleet in the War of Sicilian Vespers (en inglés). University Press of Florida. p. 42. ISBN 0813026628.
2. 1 2  Rose, Susan (2002). Medieval Naval Warfare, 1000-1500 (en inglés). Routledge. p. 49. ISBN 0415239761. Consultado el 17 de marzo de 2014.
3. ↑  Quintana, M.J. (1996). «Roger de Lauria. Personajes de Aragón. General victorioso de la Escuadra Aragonesa en el Mediterraneo». Personajes de Aragón. Consultado el 17 de marzo de 2014.
4. ↑  «ROGER DE LLORIA (1250-1305)». Històries de Catalunya (en catalán). Archivado desde el original el 7 de marzo de 2014. Consultado el 17 de marzo de 2014.
5. ↑  Delamont, Ernest. «La croisade de 1285 - Ses causes, ses résultats et ses suites». Histoire du roussillon (en francés). Consultado el 24 de febrero de 2014.
6. ↑  Martínez Ferrando, Jesús Ernesto (1963). Jaume II, o El seny català ; Alfons el Benigne (en catalán). Aedos. p. 76.
7. ↑  M.a Pagano, Filippo (1835). Istoria del Regno di Napoli di Filippo M.a Pagano, Volumen 2 (en italiano). Spampinato. p. 366. Consultado el 17 de marzo de 2014.
8. ↑  Tucker, Spencer C. (2009). A Global Chronology of Conflict: From the Ancient World to the Modern Middle East (en inglés). ABC-CLIO. p. 291. ISBN 1851096728. Consultado el 17 de marzo de 2014.